# Erreur système
Une erreur système est un évènement qui se produit au niveau du système d'exploitation d'un ordinateur. Selon le degré de gravité, l'erreur peut être ou non récupérée et traitée par le système d'exploitation. Dans le pire des cas, cela conduit à un crash de la machine sur laquelle elle se produit.
Les causes d'une erreur système peuvent être très diverses :
- soit le système d'exploitation comporte un bug ;
- soit le logiciel en cours d'exécution a enfreint les règles fondamentales du système ;
- soit il s'est produit quelque chose au niveau du matériel (panne inopinée, conflit matériel, erreur humaine, etc.).

## Erreur système par système d'exploitation

### Microsoft Windows
- Écran bleu de la mort

### Apple
- Mac triste (équivalent Mac OS)

### Unix & Linux
- Kernel panic

### AmigaOS
- Guru Meditation

### DOS
Sous DOS, une erreur système n'avait souvent aucun message : l'utilisateur constatait, impuissant, que l'ordinateur se bloquait ou redémarrait inopinément. Mais certains logiciels/jeux étaient en mode protégé, et une erreur était suivie par un affichage de l'état du processeur et de la pile puis un retour au DOS tout en restant en mode graphique. On pouvait alors écrire les commandes sur un fond constitué par la dernière image du programme.